# Севдалінка
Севдалінка — традиційний вид народної музики, походить з Боснії і Герцеговини. Популярна на території колишньої Югославії, зокрема в Сербії, Чорногорії, Македонії.